# TVR Cerbera Speed 12
La TVR Cerbera Speed 12 est une supercar conçue par le constructeur britannique TVR et présentée en 1997 au Motorfair de Londres. Développée pour la compétition, cette supercar ne vit jamais le jour en version routière, puisqu'en dehors de quelques exemplaires réservés à la course, un seul exemplaire fut fabriqué. La légende raconte que c'est le patron de la marque, à l'époque Peter Wheeler, qui, après être allé faire un tour avec la voiture, a refusé de la mettre en vente car il l'estimait trop dangereuse et la qualifiée de terrifiante.

## Caractéristiques techniques et performances
La TVR Speed 12 est dotée d'un moteur V12 atmosphérique de 7,7 litres de cylindrée (alésage x course : 96 × 89 mm) à double arbre à cames en tête. Entièrement construit en aluminium, ce moteur possède un taux de compression de 12.5:1 et développe ~960 ch à 7 250 tr/min et 881 N m à 5 750 tr/min.
Le freinage est assuré par quatre disques ventilés. À l'avant, on trouve des disques de 378 mm avec des étriers à six pistons et à l'arrière des disques de 273 mm avec des étriers à quatre pistons. Les pneus avant ont une dimension de 285/35 R18 et les pneus arrière 345/35 R18.
Avec un poids de seulement 1 100 kg, la voiture passe de 0 à 100 km/h en 2,9 s pour une vitesse de pointe de 386 km/h. Cette voiture, à l'origine conçue pour contrer la McLaren F1, a été qualifiée d'« épouvantablement rapide » par le magazine Evo en 2005.

## Jeux vidéo
Elle apparait dans la série de simulation automobile Gran Turismo ainsi que dans Forza Horizon 4, Forza Horizon 5 et Forza Motorsport 2, Forza Motorsport 3 et Forza Motorsport 7.